# Stora Gjustjärnen
Stora Gjustjärnen av Gjustjärnarna, är en sjö i Hofors kommun i Gästrikland och ingår i Dalälvens huvudavrinningsområde.